# Hà Giang (provincie)
Hà Giang is een provincie van Vietnam, aan de grens met China. Hà Giang is een van de armste provincies van het land. Het gebied is bergachtig en niet dichtbevolkt. De steile hellingen zijn bedekt met bossen. Op het centraal plateau is landbouw mogelijk. De voornaamste exportproducten zijn vruchten als pruim, perzik en kaki.
De provincie Hà Giang ligt in het noordoosten van Vietnam dat ook wel Vùng Đông Bắc wordt genoemd. Het is de meest noordelijke provincie van Vietnam. De hoofdstad van de provincie is Hà Giang.

## Bestuurlijke eenheden
Zoals alle provincies van Vietnam is ook Hà Giang onderverdeeld in meerdere administratieve eenheden. Hà Giang is onderverdeeld in één stad en tien huyện. De stad Hà Giang is onderverdeeld in vijf phường en drie xã. De huyện zijn onderverdeeld in thị trấns en xã's.